# 県 (インドネシア)

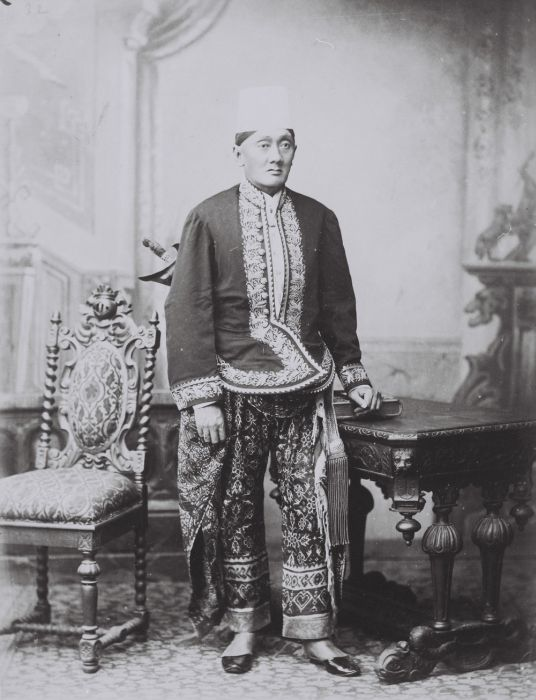
盛装の制服に身を包んだ、ジャワのブパティ、1900年ころ。

インドネシアにおける県（けん）は、カブパテン（インドネシア語: kabupaten）、リージェンシー（英語: regency）とも呼ばれ、地方行政区画制度において、最上位の州に次ぐ2番目のレベルにある区画である。インドネシア語の「kabupaten」は、英語で基礎自治体を意味する「municipality」と訳されることもある。県や、それと同格に扱われる市 (kota) は、いくつかの郡（クチャマタン）（kecamatan：イリアンジャヤでは distrik）に分割される。
英語の「リージェンシー」の由来は、オランダ領東インド時代に遡るもので、当時は「ブパティ (bupati)」と呼ばれた摂政にあたる人物が、リージェンシー、ないし、オランダ語の「レーヘントシャップ」を統治しており、これをジャワ語では「カブパテン」と称し、それがそのままインドネシア語となった。「ブパティ」は、植民地化以前のジャワ島における諸君主国の下に置かれた、地元の領主たちのことであった。オランダがそうした小さな君主国を廃止したり、領土を削減するようになると、ブパティたちは最も上位の伝統的な権威者ということになった。しかし厳密に言えば、彼らは先住民支配者だったわけでもなく、この地域に主権を得ていたのはオランダであったが、実際には小さな国王のように振る舞い、丹念に制作されたレガリアや宮殿を構え、様々な免責特権をもっていた。

## 語源
インドネシア語の「ブパティ」は、もともとインドに起源をもつサンスクリット語からの借用語であり、サンスクリット語の称号「ブーミパティ (bhumi-pati)」（ブーミ (bhumi भूमि ) ＝土地 + パティ (pati पति ) ＝主人 → ブーミパティ＝土地の主人、地主）を略したものである。インドネシアでは、「ブパティ」はもともとジャワ語で、植民地化以前の諸王国における地方統治者の称号として用いられており、記録に残された最初の用例は、シュリーヴィジャヤ王国時代のトゥラガバトゥ碑文であり、そこでは、シュリーヴィジャヤの王たちに忠誠を示す地方統治者たちの称号の中に「ブーパティ (bhupati)」が含まれていた。関連する称号として、植民地化以前のインドネシアで用いられていた例としては、「アディパティ (adipati)」（英語では duke = 公爵）や、「スナパティ (senapati)」（軍勢の主人、将軍）がある。

## 独立前
ジャワ島における県は、いくつかをグループとしてまとめて「レジデンシー (residency)」と称され、ヨーロッパ人の住民がその長となった。この用語は、「レジデント」と称されたヨーロッパ人の住民が、「ブパティ」との関係の中で、あたかも疑似的に外交上の特権を有しているかのような印象を与えるが、実際、彼らの多くは、ジャワ島以外の地域では依然として力を持っていた地元の統治者に対して、そのような関係を取り結んでおり、「ブパティ」も植民地統治に関わる事柄については、オランダ当局の指示に従わなければならなかった。
両者の関係は、アンビバレントなものであり、法的、軍事的な権力はオランダ政府（あるいはオランダ語の Vereenigde Oost-Indische Compagnie の頭文字である VOC として知られたオランダ東インド会社という時代も長かった）が掌握しており、その指揮を執っていたのはジャワ島のバタヴィアにいた総督であったが、「ブパティ」は、住民に対する日常的な統治において彼らに助言する立場にあったと思われるアシスタント・レジデントよりも、儀礼上の地位は高かった。1945年のインドネシアの独立後、「ブパティ」、「カブパテン」は、インドネシアの全国で、レジデンシー（カレシデナン、karesidenan）の下に位置付けられる行政区画とされた。

## その後
スハルト後のインドネシアにおける改革が1998年に始まって以降、目を見張るような地方行政の分割が進んだ。この過程は、「分割」を意味する「プメカラン (pemekaran)」と呼ばれた。1998年のスハルト時代の終焉の後、インドネシアの全国に脱中央集権の波が行き渡った後、鍵となる新たな脱中央集権関連法案多数が、1999年に可決された。以降、県（および市）の数は急増し、1998年末に300ほどだったものが、10年後の2008年には490以上に増えた。この分割による県の急増は、当初は歓迎されたが、その後は行政の細分化が、経費がかさむばかりで期待された利益をもたらさないことが明らかになり、インドネシア国内で議論を呼ぶこととなった。
政府高官は、一般論として、もう「プメカラン」の減速、あるいは、一定期間の停止が必要な段階だと表明したが、地方行政の関わる様々なレベルの地方政治家たちは、ポピュリズム的な立場から、新たな県の創出を続けることを強く主張した。
1998年以来、統治の大部分は、ジャカルタの中央政府から各地の県に派遣された官僚によって担われているが、県はインドネシアの人々に行政サービスを提供していく上で重要な役割を担っている。県知事 (regent) や市長 (mayor) の直接選挙は2005年に始まり、それまでの地方議会が選出する方式に取って代わった。